# سوبرفالو
شركة سوبرفالو هي شركة أمريكية تبيع بالجملة والتجزئة في مجال منتجات البقالة. ومقرها في ضاحية منيابولس في إيدن بريري ، مينيسوتا،  تعمل منذ ما يقرب من قرن. وهي شركة تابعة مملوكة بالكامل لـ الانفي.
في 26 يوليو 2018، أعلنت شركة سوبرفالو عن موافقتها على الشراء من قبل بروفيدنس وشركة الأطعمة الطبيعية المتحدة التي تتخذ من RI مقراً لها، وهي أكبر موزع لسوق الجملة للاغذية وغيرها من متاجر الأطعمة الطبيعية. ستدفع شركة الأطعمة الطبيعية المتحدة 1.3 مليار دولار نقدًا وتتحمل 1.6 مليار دولار أخرى من ديون سوبرفالو وخصومها. قالت شركة الأطعمة الطبيعية المتحدة إنها تتوقع أن تؤدي الصفقة إلى توفير ما يقرب من 175 مليون دولار على مدار ثلاث سنوات، وأنها ستجرد نفسها من متاجر البقالة في سوبرفالو. 

## روابط خارجية
- SuperValu وتاريخ SuperValu
- العلامات التجارية متجر SuperValu
- SuperValu 2008 التقرير السنوي
- أحدث نتائج الربع. Oliver، David (22 يوليو 2008). "SuperValu Reports Record First Quarter Fiscal 2009 Earnings". BUSINESS WIRE. مؤرشف من الأصل في 2023-02-13. اطلع عليه بتاريخ 2008-10-02.
- أخبار سوبر ماركت: SuperValu الشخصي
- كريج Herkert فوربس الشخصي
- كول، هيذر. " SuperValu المملوكة للأسرة على قيد الحياة في معركة ضد محلات السوبر ماركت ." مجلة سانت لويس التجارية . 1 ديسمبر 2002.